# Гурівка
Гу́рівка — село в Україні, у Кропивницькому районі Кіровоградської області. Центр Гурівської сільської громади. Населення становить 1200 осіб (01.01.2025).
Село постраждало внаслідок геноциду українського народу, проведеного урядом СРСР у 1932—1933 роках. Рішенням ЦК КПУ піддано тортурам чорною дошкою.

## Географія
У селі Яр Разворин впадає у річку Бокову.

## Історія
Переказ про походження назви села, записаний П. Шереметом.
«На ймення козака Івася Гура.
Яких тільки перевідок не ходило межи старими гурівчанами про лісовиків, перелесників, відьом, водяників та іншої нечисті, а найбільше про походження назви рідного села. Всі сходяться на думці, що їхній Гурівці років триста, а може, й більше. Називали її по-різному: ще коли була зимівником — не то Гуртовим, не то Гурою, а коли стала селом — Гуриною і Гурівкою».
В офіційних документах осадчим слободи Гурівки значиться Роман Гура, колишній мешканець сл. Маржанівки. В народних переказах збереглись відомості про Романів дуб.

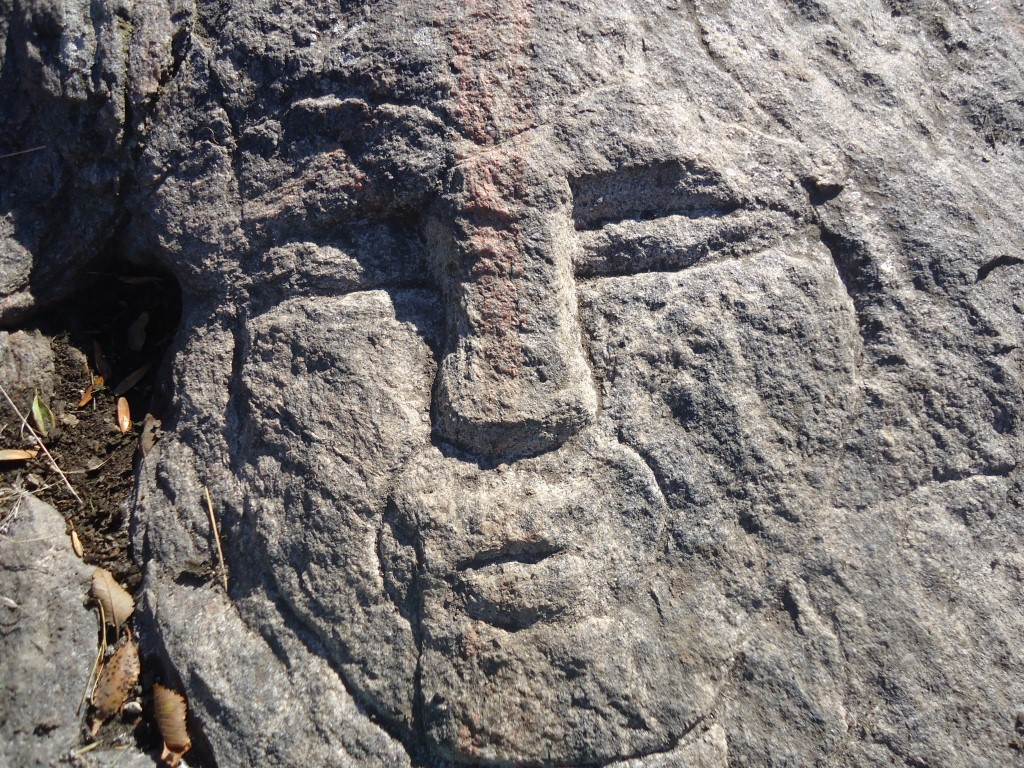
Бог Тенгрі

Певною мірою правильність переказу підтверджується тим, що серед перших жителів села в 80-х рр. 18 ст. зустрічається чоловік з прізвищем Гура. Також серед перших родин села — Гуренко, Дудник, Зуб, Левченко, Литвин, Малий, Науменко, Олійник, Сердюк, Стріха, Таран, Ткач, Шаповал, Швець, Школа, Чуприна тощо.
Відомо, що в селі вже в 1786 діяла Покровська церква, у якій служив о. Василь Соколівський.

### XIX століття
З архівних документів стає відомо про деякі родини переселенців в Гурівку, а також про населені пункти з яких переселелися:
«1806 годь. Желающие переселиться Сосницкого уезда Черниговской губ. села Лав с семьями: Яков Мерный с братьями Логином, Ефимом и Дорошом 5 м и 2 ж; Никифор Мерный 5 м и 6 ж; Семён Мерный 3 м и 2 ж; Фома Бондаренко 4 м и 11 ж; Афанасий Шутый с братом Григорием 4 м и 4 ж; Феофан Бондаренко 1 м и 3 ж; Мина Колосенко 2 м и 5 ж; Павел Карк(п)еца 4 м и 2 ж; Харитон Сердюк с братом Тимофеем 5 м и 4 ж; Есип Швец 1 м и 1 ж; Степан Сердюк 2 м и 1 ж; Апанас Панамаренко 2 м и 1 ж; Пётр Имшенецкий 2 м и 4 ж; Иван Дума он же Казион 4 м и 6 ж; Сидор Синица 5 м и 5 ж; Никита Чумак 6 м и 2 ж; Иван Мисолай 2 м; Нестор Довбня 1 м и 4 ж; Илья Савченко 4 м и 4 ж; Афанасий Савченко 3 м и 4 ж; Агрипина Веребьиха она ж Андринчиха 4 м и 5 ж; Иван Меменик 4 м и 1 ж; Мария Шумная 4 м и 3 ж; Прохор Безноска 3 м и 2 ж; Корней Скляр 4 м и 2 ж; Давид Ведьмак 2 м; Андрей Сергиенко 3 м и 5 ж; Иван Сергиенко 2 м и 4 ж; Мина Муховод 3 м и 2 ж. И села Волинки Григорий Ревенко 2 м и 1 ж на земли Херсонской губернии Елисаветградского уезда в селение Гуровку.»
«1808 год. Борзенского повета села Берестовца 31 м и 18 ж пола душ и Комаровки 3 м и 6 ж пола душ пожелавших переселиться Херсонской губернии Елисаветградского уезда в казённое селение Гуровку.»
На 1859 рік в Гурівці проживало 1288 чоловіків і 1197 жінок.
В 1874 році в Гурівці відкриває двері земська школа.
Станом на 1886 рік у селі Боківської волості Олександрійського повіту Херсонської губернії мешкало 3653 особи, налічувалось 640 дворових господарств, існували православна церква, школа та 4 лавки, відбувались базари по неділях.

### XX століття
Після падіння царату в 1917 року, жителі Гурівки активно включились в боротьбу за українську незалежну державу. Найвідомішою особою стає Іван Клепач, офіцер армії УНР. Багато гурівчан і жителів навколишніх сіл приєднались до загонів І. Клепача. Згодом і його молодший брат Сергій, який також воював під командуванням брата і уникнув смерті, став головою підпільної організації, яка на початку 30-х рр. налічувала сотні осіб і планувала збройне повстання проти більшовиків-бандитів, які нищили українське село і його жителів.

### Комуністичний голодомор 1932—1933
Після проведення примусової колективізації, комуністи вдалися до терору голодом проти мешканців села. Родини, у яких діти не були опухлі, комуністи піддавали додактовим обшукам і просто віддавали на поталу мародерам. Глибоке і тривале голодування призвело до випадків канібалізму, при чому голодний психоз штовхав людей на ціле полювання за дітьми, яких убивали і їли.
Замість харчової допомоги селу, каральні органи просто заарештовували психічно хворих, а притомних далі тероризували обшуками. Оскільки опір села не зломали, його занесли на так звану чорну дошку. Злочини комуністів офіційно засвідчені багатьма мешканцями села — Квартюком Н. Л., Фурсою І. О., Жук І. Я., Рябухою Л. Г., Куліш Г. М., Фурсою Є. П., Лисак М. С., Скляр М. О., Бугаєвським С. К. Свідчення Віри Кіндратівни Саєнко (1930 р.н.):
| В часи голодомору була я ще дуже маленькою і нічого не розуміла. А як трішки підросла, мама мені розповіла. Ой!.. Як тільки було страшно….Не знаю, як ми вижили…Голодували ми дуже. Батько мій опух з голоду. Не витримавши, він узяв і пішов пішки в Кривий ріг(це аж 35 км!) Влаштувався на роботу в магазин випічки до євреїв. За те, що батько втік до міста, маму забрали до в’язниці. Ой!... В мене і досі перед очима стоїть картина, як маму нашу рідненьку ведуть повз хату. Мама плаче і махає нам рукою….А ми малі стоїмо за ворітьми і розпитуємо бабусю, куди повели маму….Їй навіть не дали з нами попрощатися. Та, невдовзі повернулася мама додому. Виявляється, коли почали розбирати документи, піднялася буря і всі “бомаги” порозліталися. А в нашої матусі з’явилася можливість втекти… Ще пам’ятаю, як активісти у нас нічого не знайшли із їжі, а забрали останні речі, що були у хаті: рожеву скатертину, білий мамин шарф, і рядно з підлоги. Залишилися ми голі, босі на печі...А від холоду рятувалися тим, що тулилися одне до одного і вкривалися соломою. До нашої далекої сусідки приходив маленький племінник . А вона його з голоду зарізала. А хтось це побачив і заявив в міліцію. Прийшли до тої хати, а та жінка вже його в казані зварила і збиралася їсти. А ще, пам’ятаю, навесні, прийшла до нас тітка Харитина із величезним букетом бузку. І з широкою усмішкою на обличчі каже мені піти до неї, щоб нарвати квітів. Та мене мама не впустила. А десь через тиждень, у неї в копиці сіна знайшли чотири дитячі голівки.... |.
Окупаційна комуністична влада убила голодом багатодітні заможні роди Заїк, Костянів, Кашелів, Куксенків, Квартюків, та багатьох інших, яких не змогла примусити до трупоїдства.
Втрати села у період Другої світової війни істотно менші, ніж від комуністичного голодомору. Жодного факту канібалізму ні до, ні після 1932—1933 років не зареєстровано за всю історію села.
В 2010-х роках в межах с. Гурівки на р. Боковій знайдено зображення Бога Тенгрі, що дає підстави стверджувати, що поселення на місці сучасної Гурівки могло існувати ще за часів Улуса Джучі (Золотої Орди).

## Населення
Згідно з переписом УРСР 1989 року чисельність наявного населення села становила 1963 особи, з яких 986 чоловіків та 977 жінок.
За переписом населення України 2001 року в селі мешкало 1570 осіб.

### Мова
Розподіл населення за рідною мовою за даними перепису 2001 року:
| Мова       | Відсоток |
| ---------- | -------- |
| українська | 97,31 %  |
| російська  | 2,30 %   |
| молдовська | 0,26 %   |
| білоруська | 0,13 %   |

## Відомі люди
- Баранова Любов Олександрівна (*05.09.1948, с. Гурівка) — поет, автор пісень, педагог. Працювала музичним керівником у дитячому садку в Кривому розі. З 2003 року веде студію поетичного слова при Долинському районному Будинку дитячої та юнацької творчості. Авторка поетичних збірок «Воскресаю в степах»(1995), «Пелюстки любові»(1996), «Сонячні стежини»(1998), «На крилах світлої мети»(2001), «Тріумф і тиша»(2004). Вірші друкувалися в журналах «Саксагань» та «Кур'єр Кривбасу» (Кривий Ріг), «Крила»(Дніпропетровськ), «Жінка»(Київ), колективній збірці «Карачуни», літературно — художньому альманасі «Боковенька — 2002» та інших. Багато віршів покладено на музику самодіяльним композитором з с. Олександрівки О.Лисенко.
- Буян Іван Васильович  (*10.02.1932) — український вчений-економіст, доктор економічних наук, професор, заслужений діяч науки і техніки України.
- Волотковський Сергій Андроникович (*1905 — †1987) — гірничий інженер-електромеханік, завідував кафедрою електрифікації в Дніпропетровському гірничому інституті, очолював обласну організацію Українського товариства охорони пам'яток історії та культури, доктор технічних наук, професор, кавалер ордену «Шахтарська слава» трьох ступенів, заслужений діяч науки і техніки України.
- Гаращенко Федір Георгійович (*16.11.1947, Благодатне) — зав. кафедри факультету кібернетики Національного Університету ім. Шевченка, доктор технічних наук, професор, автор 140 наукових праць, двох монографій, двох підручників. Закінчив Гурівську СШ з відзнакою.
- Горячко Сергій Кузьмович (*25.09.1896, с. Гурівка — †14.03.1962, м. Мельбурн, Австралія)) — український військовий та громадський діяч, учасник бою під Крутами 1918 р.
- Гуньков Василь Степанович-(*20.03.1931 , с. Гурівка) — український медик. У 1947 р. після закінчення середньої школи навчався у фельдшерсько-акушерській школі м. Миколаєва. Працював санітарним інспектором. У 1956 р. вступив до Чернівецького медичного інституту, після закінчення якого з 1962 р. працював старшим лаборантом кафедри акушерства і гінекології цього ж вузу. У 1969 р. захистив кандидатську дисертацію. У 1964—1973 рр.- асистент, з 1975 р. доцент кафедри акушерства і гінекології. Автор більше 40 наукових праць. Нагороджений знаком «Відмінник охорони здоров'я».
- Доценко Борис Іванович (*10.05.1936 , с. Гурівка ) — вчився в Гурівській СШ, працював начальником відділу Київського державного конструкторського бюро ЛУЧ, доктор технічних наук, професор.
- Клепач Іван Титович (*02.10.1891 , с. Гурівка — †1921 ). В 1919—1921 р.р. очолював військовий підрозділ на Криворіжжі (територія нинішнього Долинського району входила до складу Криворізького повіту). В загоні нараховувалось до кількох тисяч бійців, 2 гармати, 20 кулеметів, кавалерійські сотні. Боровся проти злочинної більшовицької влади. В серпні 1920 року регулярні частини Червоної Армії та ЧОН завдали поразки загонам отамана Клепача. За одними матеріалами він загинув, за іншими — із 90-и вояками безслідно зник.
- Клепач Сергій Титович (*24.09.1900, с. Гурівка — †09.05.1933) — брат Івана. Працював вчителем в с. Цвітне. Брав участь в визвольному русі 1918—1923 р.р. в з'єднаннях свого брата та отамана Григор'єва, в 30-х — організатор і голова підпільної організації за визволення України від більшовиків. Арештований і розстріляний ЧК.[9]
- Кузема Олександр Сергійович (*14.02.1937 , Гурівка) — доктор фізико-математичних наук, професор, вчений-радіофізик.
- Ламанови Світлана та Сергій — краєзнавці, вчителі Гурівської школи, автори книжок «Гурівка. Села мого біографія» (2008), «Гурівка в плині століть» (2010) та кількох історичних досліджень, лауреати районних та обласних краєзначвих премій.
- о. Михайленко Михайло Михайлович (*1944 , с. Гурівка) — архимандрит, чернець Макарій, священик храму с. Червона Кам'янка, рукоположений 14.05.1972.
- Секретарюк В'ячеслав Васильович (нар. 1938, Гурівка — пом. 2004) — український радянський партійний діяч, 1-й секретар Львівського обкому КПУ. Кандидат в члени ЦК КПУ у 1981 — 1990 р. Член ЦК КПУ у 1990 — 1991 р. Депутат Верховної Ради УРСР 9-11-го скликань. Член ЦК КПРС у 1990 — 1991 р. Доктор економічних наук (1997), професор.
- Удовенко Леонід Антонович (*15.12.1935, с. Гурівка) — кореспондент, відомий прозаїк, автор п'єс і оповідань. Працював завідувачем відділу у криворізькій газеті «Червоний гірник», власним кореспондентом і заступником головного редактора дніпропетровських газет «Дніпро вечірній» і «Днепровская правда». Протягом 1978—1995 років працював у радіотелеграфному агентстві України — від головного випускового до головного редактора Укрінформу. Автор романів «Лютневий грім», «Червоні джерела», повістей «Хмари, здрастуйте», «Операція Танго», п'єс «Несподіваний фарватер», «Именем совести», багатьох оповідань. Працював завідувачем клубу в рідному селі.
- Шевченко Катерина Василівна (*1933) — вчитель історії, брала участь у зборі архівних документів з історії Гурівки для видання «Історія міст і сіл УСРС. Кірокоградська обл.», нагороджена медаллю «За доблесну працю».

## Інтернет-посилання
- Погода в селі Гурівка [Архівовано 18 березня 2011 у Wayback Machine.]
- http://forum.genoua.name/viewtopic.php?pid=188081#p188081 [Архівовано 28 вересня 2018 у Wayback Machine.]